# Oldenburger Wallmuseum

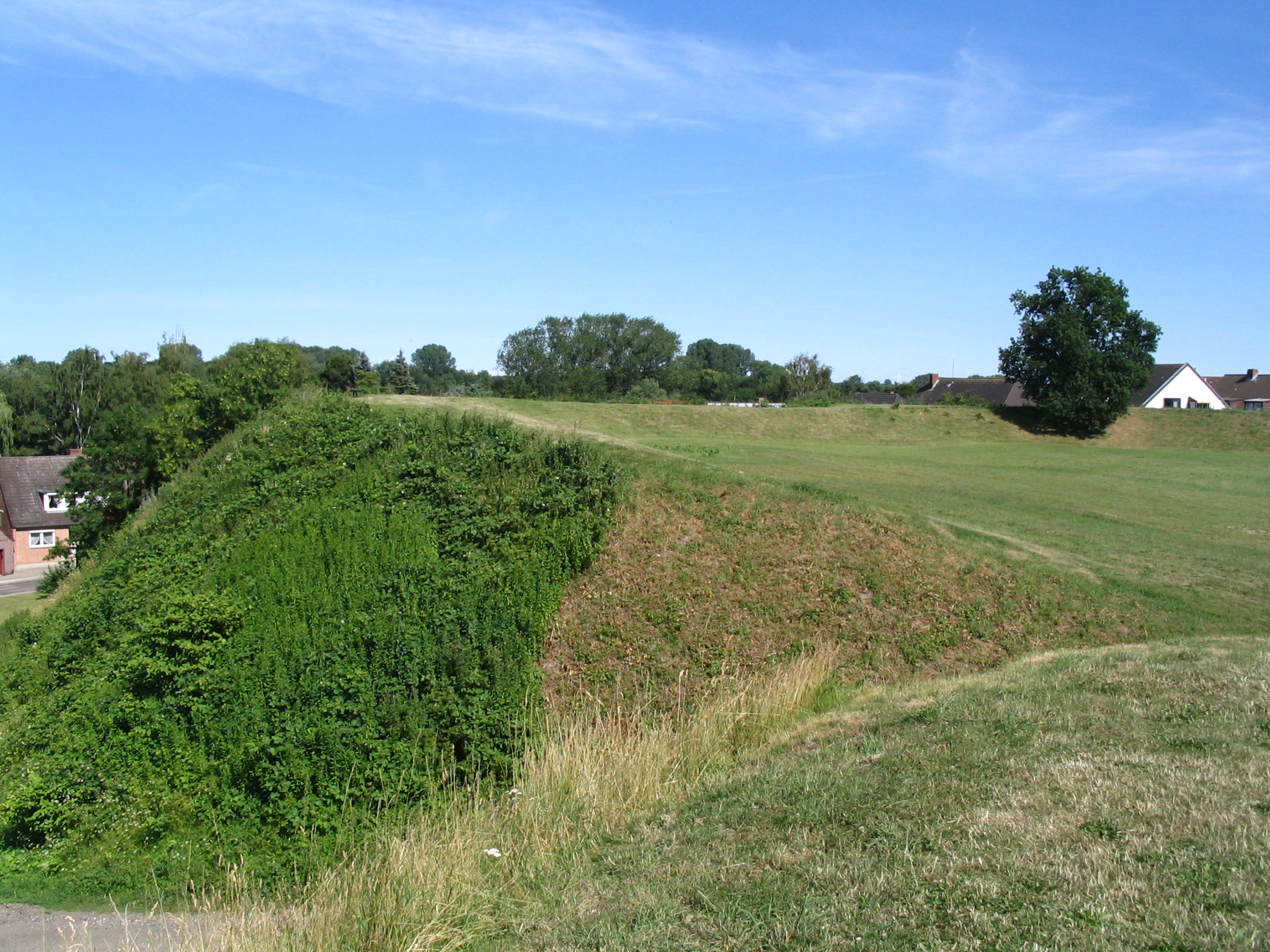
Wallanlage

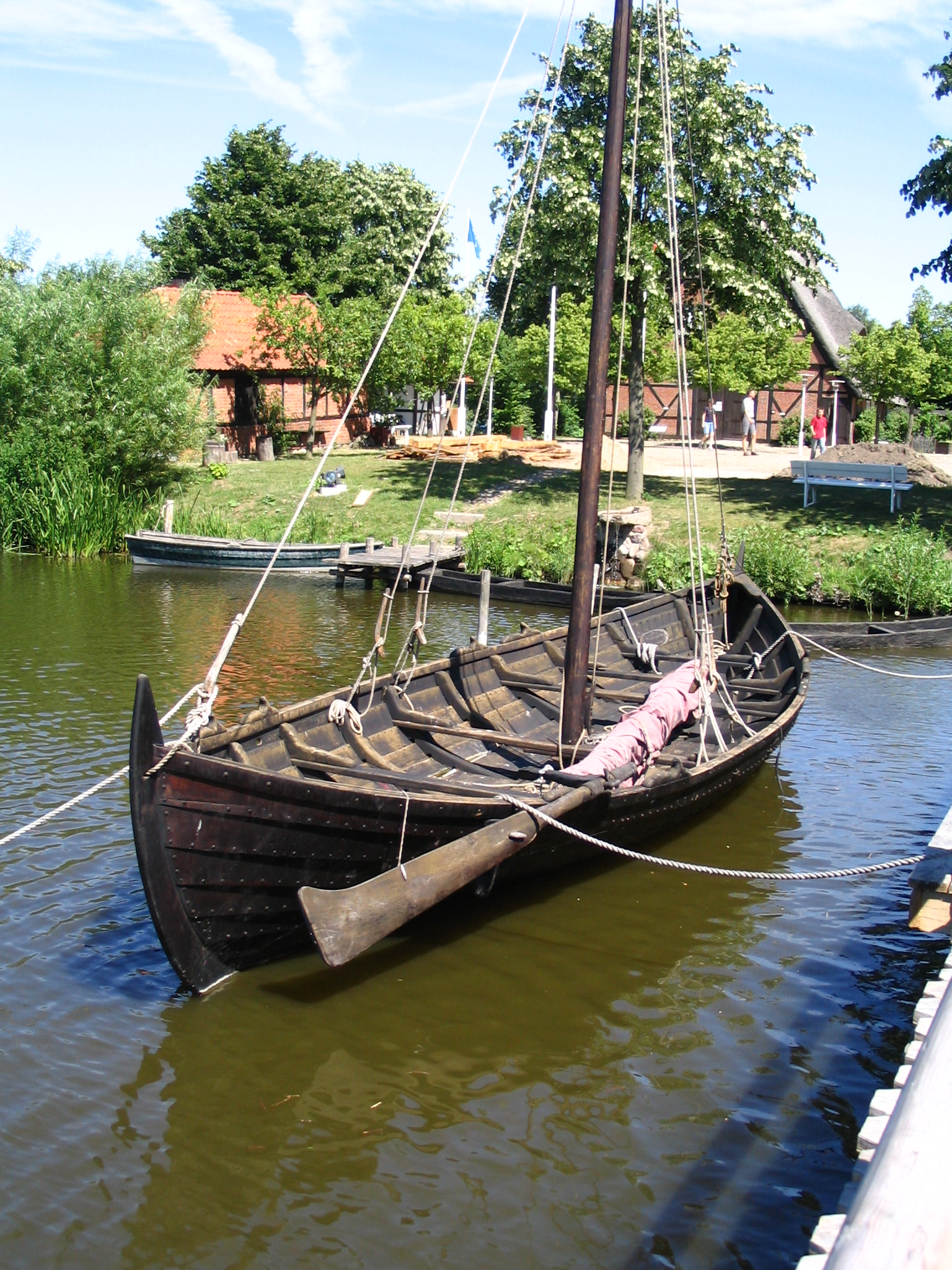
Slawisches Handelsschiff: Rekonstruktion des Wracks von Schuby-Strand, 10. Jahrhundert

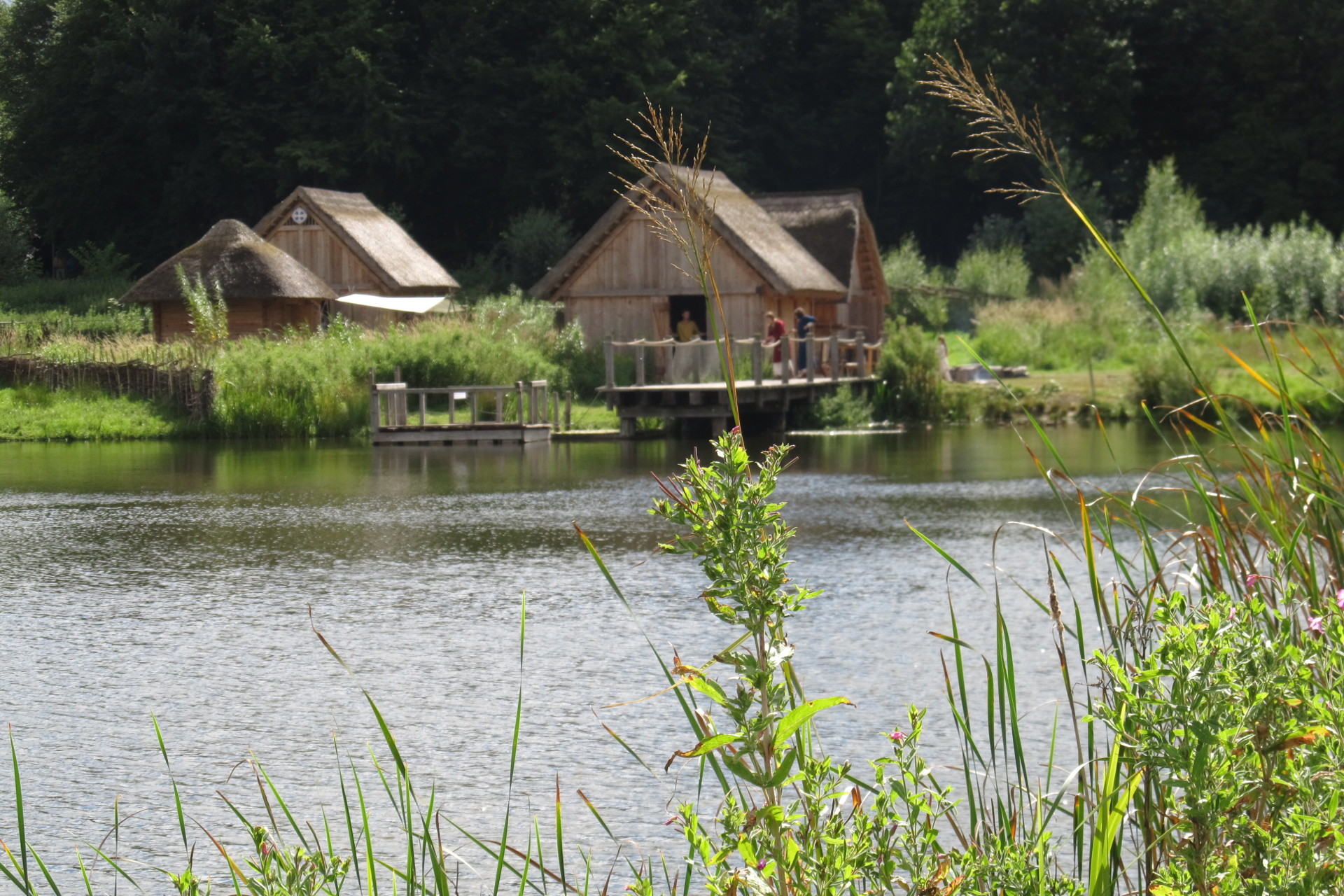
Handwerkerhäuser im Freilichtmuseum

Das Oldenburger Wallmuseum (meist nur als „Wallmuseum“ bezeichnet) in Oldenburg in Holstein zeigt die Geschichte der Slawen in Ostholstein. Getragen wird das Museum von der Wallmuseum Oldenburg in Holstein gemeinnützige Betreibergesellschaft mbH. Die Straße, an der es in Oldenburg liegt, ist nach Karl Wilhelm Struve benannt, der die Wallanlagen bzw. Burgen der Wagrier archäologisch erforschte und dokumentierte.
Das Museum ist in mehreren historischen Bauerngebäuden untergebracht, die aus der Region stammen und auf dem Gelände wieder originalgetreu aufgebaut wurden. Viele archäologische Funde aus Starigard („Alte Burg“), wie das slawische Oldenburg im frühen Mittelalter hieß, sind ausgestellt. Auf einer künstlichen Insel wurde der Nachbau eines slawischen Dorfs als Freiluftmuseum errichtet. Hier finden auch Veranstaltungen statt, die den Alltag der Slawen erlebbar machen. Ebenso ist der Nachbau eines bei Eckernförde gefundenen slawischen Handelsschiffs aus dem Frühmittelalter in Originalgröße zu besichtigen.
Im Mai 2014 wurde das für das Publikum zugängliche Freilichtgelände massiv erweitert. Dieses umschließt inzwischen vollständig den Wallsee mit dem slawischen Inselheiligtum. Hinzugekommen sind eine im Wald gelegene „Einsiedelei“, eine kleine Handwerkersiedlung mit Schmiede, Seilerei, Holzhandwerkerhütte und Händlerhaus, sowie einer Nachbildung des slawischen Fürstenhofes von Starigard/Oldenburg in Anlehnung an die Grabungsergebnisse auf dem Oldenburger Wall. Hier gruppieren sich weitere Handwerkerhäuser um die Fürstenhalle und einen maßstäblich verkleinerten Verteidigungswall.
Der Oldenburger Wall aus der Slawenzeit liegt rund 300 m vom Museum entfernt und lässt sich auch unabhängig vom Museum ohne Eintritt besichtigen. Die aus dem 7. Jahrhundert stammende, später zerstörte und von Waldemar II. erneuerte Befestigungsanlage gilt neben der Wikingersiedlung Haithabu und dem Danewerk als das bedeutendste archäologische Bodendenkmal in Schleswig-Holstein.